# Allister

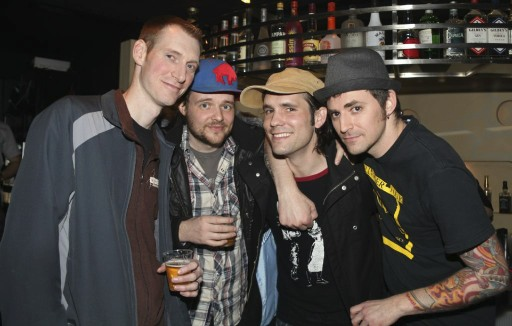
Allister

Allister is een Amerikaanse punkband uit Chicago, Illinois en bestaat uit Tim Rogner (zang/gitaar), Kyle Lewis (gitaar), Scott Murphy (zang en basgitaar) en Mike Leverence (drums).

## Geschiedenis
Allister begon in 1996 als een driekoppige band onder de naam Phineas Gage met John Hama (zang/gitaar), Tim Rogner (zang/drums) en Eric Mueller (bass). De band noemde zich daarna naar Allisdair Gillis, de presentator van het Canadede televisieprogramma You can’t do that on television. Allister wordt aangenomen door Drive-Thru Records, en in 1998 brengt de band de plaat You can’t do that on vinyl uit.
Het jaar daarop brachten ze hun eerste album Dead ends and Girlfriends (1999) uit. Daarna stopten Hamada en Mueller ermee. Rogner nam zang over, Chris Rogner, zijn broer, nam gitaar over en David Rossi nam plaats achter de drums.
Later namen ze het album Last stop suburbia (2002) op. Chris Rogner en David Rossi stapten uit de band, en Kyle Lweis nam de gitaar over, terwijl Mike Leverence de drums ging bezetten. Zo ontstond hun huidige bezetting waarmee ze in Before the Blackout (2005) opnamen.